# 莫羅灣 (阿肯色州)
莫羅灣（英語：Moro Bay）是位於美國阿肯色州布拉德利縣的一個非建制地區。該地的面積和人口皆未知。

## 地理
莫羅灣的座標為33°18′23″N 92°21′02″W / 33.30639°N 92.35056°W，而該地的平均海拔高度為27米（即89英尺）。